# Dana Gardner
Dana Gordon Gardner (* 27. November 1950 in St. Croix Falls, Wisconsin) ist ein US-amerikanischer Vogelillustrator.

## Leben
Gardner wurde in St. Croix Falls, Wisconsin geboren und wuchs in Lanesboro, einer kleinen ländlichen Gemeinde in Minnesota auf. In seiner Familie waren mehrere Künstler, die bereits in  früher Kindheit sein Interesse an der Vogel- und Naturillustration entfachten. Nach der Graduierung zum Bachelor of Science an der University of Minnesota im Jahr 1972 diente er beim Militär in der ehemaligen Panamakanalzone, wo er erstmals mit tropischen Vögeln in Berührung kam. 1974 lernte Gardner in Panama den Ornithologen Alexander Frank Skutch kennen, für den er in den nachfolgenden 28 Jahren 18 Bücher illustriert hatte, darunter Nature Through Tropical Windows (1983), Life of the Woodpecker (1985), Guide to the Birds of Costa Rica (1989) und Life of the Pigeon (1991). Nach der Militärzeit arbeitete er als Illustrator für die biologische Abteilung der Universidad del Valle in Cali, Kolumbien. Anschließend arbeitete er für einige Jahre er als freischaffender Illustrator in Costa Rica. 1978 zog Gardner nach Los Angeles, wo er bis 1994 für die Western Foundation of Vertebrate Zoology tätig war. Während dieser Zeit reiste er nach Mittelamerika, Südamerika und Südostasien, wo er Feldführer über Singapur, Thailand, Bhutan, Wallacea, Osttimor, die Yap-Inseln, Belize, Mexiko, Kolumbien und Peru illustrierte. Im Jahr 2011 veröffentlichte der University of California Botanical Garden das Buch Illustrated Guide to Common Animals of the East Bay Hills über die Fauna der Berkeley Hills in Kalifornien heraus, in dem 125 Tiere, darunter zehn Reptilien, fünf Amphibien, 18 Säugetiere, 61 Vögel, 21 Insekten und eine Schnecke von Gardner dargestellt wurden.

## Werke, die von Dana Gardner illustriert wurden (Auswahl)
- Nature Through Tropical Windows, 1983 (von Alexander F. Skutch)
- A Guide to the Birds of Costa Rica, 1989 (von Alexander F. Skutch und F. Gary Stiles)
- Life of the Pigeon, 1991 (von Alexander F. Skutch)
- Audubon to Xántus: The Lives of Those Commemorated in North American Bird Names, 1992 (von Barbara Mearns und Richard Mearns)
- Antbirds and Ovenbirds: Their Lives and Homes, 1996 (von Alexander F. Skutch)
- Orioles, Blackbirds, and Their Kin, 1996 (von Alexander F. Skutch)
- The Minds of Birds, 1997 (von Alexander Frank Skutch)
- A Guide to the Birds of Wallacea: Sulawesi, the Moluccas and Lesser Sunda Islands, Indonesia, 1997 (von  K. David Bishop und Brian J. Coates)
- A Field Guide to the Birds of Yap Island, 2003 (von James Clements)
- Birds of Belize, 2004 (von H. Lee Jones)
- 50 Common Birds of the Upper Midwest, 2006 (von Nancy Overcott)
- 50 Uncommon Birds of the Upper Midwest, 2007 (von Nancy Overcott)
- The Birds of the Bangkok Area, 2008 (von Philip Round)
- Waterfowl in Your Pocket, 2008 (von Dana Gardner)
- The Birds of Timor-Leste, 2009 (von Colin R. Trainor, Brian J. Coates und K. David Bishop in Zusammenarbeit mit BirdLife International)
- Aves de Birds of Monterrey, 2009  (in Zusammenarbeit mit ProNatura und dem Museo de Las Aves de Mexico)
- Aves de Birds de Saltito, 2011 (in Zusammenarbeit mit ProNatura und dem Museo de Las Aves de Mexico)
- Illustrated Guide to Common Animals of the East Bay Hills, Alameda und Contra Costa Countrys, 2011 (von Paul Licht und Chris Carmichael)
- Ruta Barrancolí: A Bird-Finding Guide to the Dominican Republic, 2012 (von Steven C. Latta und Kate J. Wallace)
- A Field Guide to the Birds of Malaysia & Singapore, 2020 (von Lim Kim Seng, Yong Ding Li und Lim Kim Chuah)